# Scelidotherium
A Scelidotherium az emlősök (Mammalia) osztályának a vendégízületesek (Xenarthra) öregrendjébe, ezen belül a szőrös vendégízületesek (Pilosa) rendjébe és a fosszilis Mylodontidae családjába tartozó nem.

## Tudnivalók
A Scelidotherium egy nagy testű, dél-amerikai, földilajhár volt, amely a pleisztocén korban élt. A Scelidotherium koponyája hosszúkás és keskeny volt, amelynek következtében hasonlított a hangyászhoz, de megvoltak az őrlőfogai. A lába nagyon hasonlít a Megatherium lábához.
Noteszében, „Beagle utazása”, Charles Darwin egy majdnem teljes Scelidotherium kövületről számol be. A maradványt Punta Altában találták, ekkor Darwin a Bahia Blancából Buenos Airesbe utazott, 1832-ben. Ő rokonságba állította a Scelidotheriumot a Megatheriummal.

## Rendszerezés
A nembe az alábbi fajok tartoztak:
- Scelidotherium australis Moreno, 1888
- Scelidotherium cuvieri
- Scelidotherium elegans Moreno, 1888
- Scelidotherium leptocephalum Owen, 1839
- Scelidotherium parodii Kraglievich, 1923
- Scelidotherium pozzii Moreno, 1888

## Források

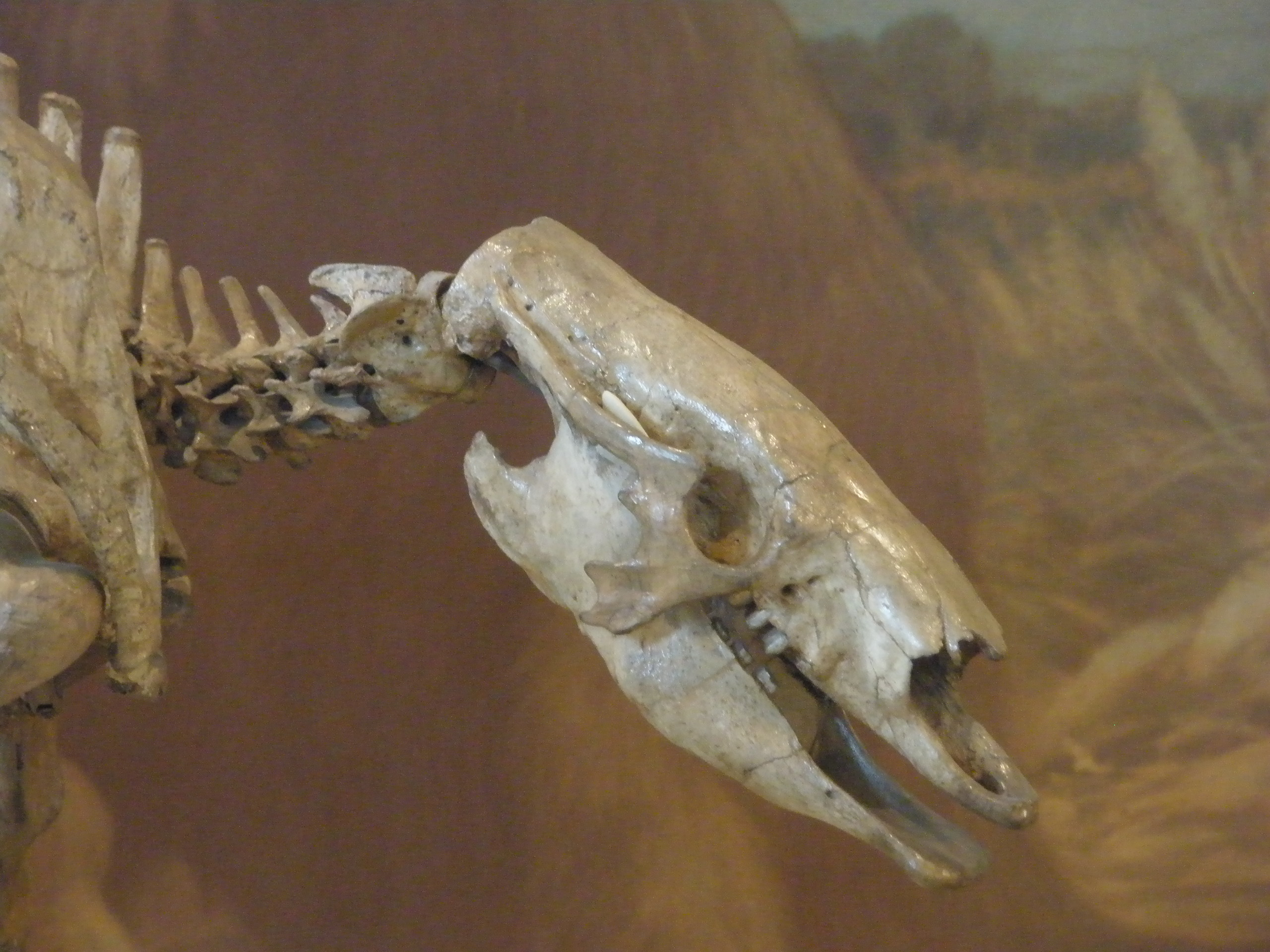
A Scelidotherium cuvieri koponyája